# François Sarda
François Sarda (Perpinyà, 13 de novembre del 1929 - 21 de juny del 2005) va ser advocat, historiador i alcalde de Campome durant gairebé dues dècades.

## Biografia
El seu pare, comerciant a Perpinyà, l'empenyé a estudiar a París, on va fer la carrera de Dret i ocupar el càrrec de president de la Federació francesa d'estudiants catòlics (1952). Ja titulat de forma distingida, amb vint-i-cinc anys intervingué en un judici famós, el "procés de les fuites" en època de la guerra d'Indoxina. El reconeixement públic que rebé l'incità a quedar-se a París, fins a la jubilació. Treballà d'advocat per a Le Monde a petició del director del diari Hubert Beuve-Méry, i també va ser defensor de Mitterrand en el marc de l'afer de l'Observatori. A partir del 1967 fou advocat de la ciutat de París, i romangué en el càrrec fins a retirar-se el 1998.
Va ser Primer secretari de la "Conférence du stage des avocats" (1955), membre (1967) i president (1995-1998) del comitè consultiu contenciós de la ciutat i del Departament de París, membre de la comissió per la revisió del Codi Penal (1974-1981), del comitè consultiu per a la reforma de la política criminal (1996) i president i administrador de la Fundació del Crèdit Agrícola "Pays de France" (1994).
Encara que no hi residia ni hi tenia altres vincles, fou reelegit alcalde de Campome diverses vegades entre el 1965 i el 1983; posteriorment ocuparia el càrrec la seva filla Claire Sarda-Vergès. Optà a l'Assemblea Nacional dues vegades, el 1962 i el 1967, sense èxit. Publicà diversos llibres i es dedicà especialment a l'estudi de la reputada família Aragó, originària d'Estagell.
Fou distingit amb els graus de comandant de la Legió d'Honor i de l'Orde Nacional del Mèrit, el títol de cavaller del Mèrit Agrícola, el de comandant de l'"orde de l'Ouissam Alauita" (Marroc), i la "Médaille de vermeil" de la ciutat de París.

## Obres
- François Sarda, redactor en cap Fédération française des étudiants catholiques. Bulletin d'information [mensual] París, 1953
- Amaud Lyon-Caen, François Sarda Guide des sursis d'incorporation pour études Paris: Presses universitaires de France, 1960
- Le Droit de vivre et le droit de mourir Paris: Éditions du Seuil, 1975
- Les responsabilités des juridictions: Fautes de la justice Paris: Presses universitaires de France, 1999 ISBN 2-13-050288-1
- Les Arago - François et les autres Paris: Éditions Tallandier, 2002 ISBN 2-84734-005-X
- Le fléau de la balance [memòries] Paris: l'Archipel, 2005 ISBN 2-84187-701-9